# Mona Domosh
Mona Domosh (née le 18 juin 1957 à Arlington) est une géographe et universitaire américaine spécialiste de géographie culturelle et de géohistoire. Elle occupe la chaire de géographie Joan P. et Edward J. Foley Jr. 1933 au Dartmouth College.

## Carrière
Mona Domosh obtient sa licence, sa maîtrise et son doctorat à l'Université Clark. Elle réalise ensuite un postdoctorat à l'Université de Loughborough. De 1999 à 2000 elle est professeure à la Florida Atlantic University, avant de devenir professeure au Dartmouth College.
De 2014 à 2015, Mona Domosh est présidente de l'Association américaine des géographes et membre du conseil d'administration de l'Université Clark.

## Travaux
Les recherches de Mona Domosh portent principalement en géographie culturelle / humaine, avec un accent particulier sur la mondialisation américaine de la fin du XIXe et du début du XXe siècle, ainsi qu'en géographie féministe. Son travail est principalement de nature archivistique.
Ses travaux ont quatre orientations principales : explorer les géographies culturelles/historiques de la création des empires américains ; examiner de quelle manière les idées de féminité, de masculinité, de consommation et de "blancheur" ont joué un rôle dans le passage crucial de la construction de la nation américaine à la construction d'un empire à la fin du XIXe et au début du XXe siècle ;  comprendre les liens entre le genre, la classe sociale et la formation culturelle des grandes villes américaines au XIXe siècle, en particulier en ce qui concerne des distinctions critiques de diades telles que consommation/production, public/privé, masculin/féminin ; explorer les perspectives, la théorie et la méthodologie féministe en relation avec les questions d'espace et de lieu.
En 1994, Mona Domosh et Liz Bondi créent la revue Gender, Place & Culture: A Journal of Feminist Geography.

## Distinctions
- Prix Janice Monk Service en 2003 par l'Association of American Geographers[2] ;
- Prix National Science Foundation Research[2].